# Nabojnica
Nabojnica – urządzenie stosowane w górnictwie do bezogniowego urabiania skał, w kopalniach o wysokim stężeniu metanu i pyłu węglowego.
Ma ona kształt stalowej rury, z głowicą którą się wprowadza do otworu strzałowego. Stosuje się takie, w których działanie jest oparte na wysokim ciśnieniu do 80 MPa, taka metoda zabezpiecza przed wybuchem gazów w kopalni.